# Trox regalis
Trox regalis är en skalbaggsart som beskrevs av Haaf 1954. Trox regalis ingår i släktet Trox och familjen knotbaggar. Inga underarter finns listade i Catalogue of Life.